# William A. Poynter
William Amos Poynter, född 29 maj 1848 i Eureka, Illinois, död 5 april 1909 i Lincoln, Nebraska, var en amerikansk politiker (Populistpartiet). Han var Nebraskas guvernör 1899–1901.
Poynter utexaminerades 1867 från Eureka College och var verksam som ranchägare i Nebraska. Populistpartiet utsåg honom till partiets kandidat i guvernörsvalet 1898. Som en fusionskandidat som fick stöd från både populister och demokrater vann han valet knappt mot republikanen Monroe Hayward. Republikanerna återfick sin maktposition i delstatens lagstiftande församling, något som försvårade Poynters sits som guvernör.
Poynter efterträdde 1899 Silas A. Holcomb som Nebraskas guvernör och efterträddes 1901 av Charles Henry Dietrich.
Poynter avled 1909 och gravsattes på Wyuka Cemetery i Lincoln.